# Burchard (Eichstätt)
Burchard († um 1153) war Bischof von Eichstätt von 1149 bis 1153.

## Herkunft
Burchard stammte aus einem edelfreien Geschlecht, denkbar wäre die Familie von Mässing oder die von Wachenzell (siehe auch Liste bayerischer Adelsgeschlechter). Sein Vater war Hartnid der Ältere, seine Brüder Hartnid der Jüngere, Regenhard und Uto.

## Leben
Bereits ab 1119 erscheint Burchard als Eichstätter Domherr und bekleidete mit Unterbrechung das Amt des Dompropstes. Er wurde nach dem Tod seines Vorgängers Gebhard II. von Grögling in einer schismatischen Wahl von der Mehrheit des Domkapitel zum Bischof erwählt. Eine kleinere stauferfreundliche Partei entschied sich für den Dompropst Walbrun. Konrad III., von seinem Kreuzzug zurückgekehrt, entschied sich zugunsten Burchards.
Burchard und mehrere Äbte, darunter Markward von Fulda und Adam von Ebrach, gaben einer Klage des Grafen Rapoto von Abenberg recht, wonach sein Vater das Kloster Abenberg ohne seine Zustimmung errichtet hatte und Rapoto erreichte damit eine Umwidmung der Güter auf das Kloster Heilsbronn.
Papst Eugen III. beauftragte Abt Adam von Ebrach und den Bamberger Bischof Eberhard II. von Otelingen mit der Vertreibung der vom Eichstätter Bischof und dem Mainzer Bischof Heinrich I. Felix von Harburg ins Kloster Heidenheim zurückgeführten Kanoniker. Diese stammten aus regionalen Adelsfamilien und wehrten sich erbittert dagegen. 1151 berichtete Eberhard II. in Nürnberg vom Verzicht der Kanoniker. Eugen III. bestimmte nun die Bischöfe, den Eichstätter Hochstiftsvogt Gerhard von Grögling und den Klostervogt Adelbert von Truhendingen den vom Kloster Michelfeld abgeordneten Abt Adelbert in Heidenheim bei der Wiederherstellung des geistlichen Lebens zu unterstützen. Burchard widersetzte sich dieser Anordnung wegen der Eingriffe des Bamberger Bischofs in seinen Einflussbereich, Abt Adelbert gab auf und kehrte nach Michelfeld zurück. Der Konflikt hatte damit überregionales Aufsehen erregt: 1153 schickte der Papst die Kardinallegaten Bernhard von San Clemente und Gregor von Jacinto von Sant’Angelo in Pescheria aus, um den Abt erneut einzusetzen. Die Legaten erreichten schließlich mit Zustimmung Friedrich I. (Barbarossas) auf der Reichsversammlung in Worms zu Pfingsten 1153 die Absetzung Burchards, der noch im selben Jahr gestorben sein soll.